# Chân dung Père Tanguy
Chân dung Père Tanguy, được vẽ bởi họa sĩ người Hà Lan Vincent van Gogh năm 1887, là một trong ba bức tranh của ông vẽ về Julien Tanguy. Ba tác phẩm thể hiện sự phát triển trong phong cách nghệ thuật của Van Gogh sau khi ông đến Paris. Bức tranh đầu tiên có vẻ u ám và được hình thành từ một bố cục đơn giản. Bức thứ hai giới thiệu phong cách từ tranh khắc gỗ Nhật Bản của Van Gogh. Bức cuối cùng là phát triển nhất trong phong cách, kỹ năng và màu sắc. Tác phẩm tích hợp cả tranh Nhật Bản, trường phái ấn tượng, chịu một vài ảnh hưởng khác từ cộng đồng họa sĩ Paris. Bức tranh này truyền tải một cảm giác thanh thản mà Van Gogh tìm kiếm cho chính mình. Bức tranh cuối cùng vẽ Tanguy nay đang ở Musée Rodin, Paris.

## Van Gogh ở Paris
Năm 1886 van Gogh rời Hà Lan sẽ không bao giờ trở lại. Ông chuyển đến Paris để sống với em trai Theo, một đại lý nghệ thuật Paris. Vincent bước vào Paris như một người đàn ông nhút nhát, u sầu. Dù tính cách của ông sẽ không bao giờ thay đổi, ông đã tiến tới trạng thái "giống một chú chim hót", như một nhà phê bình đã gọi, một cách đầy nghệ thuật. Mặc dù van Gogh chịu ảnh hưởng bởi các bậc thầy vĩ đại Hà Lan, đến Paris có nghĩa là ông đã được tiếp xúc với trường phái Ấn tượng, Biểu tượng, Pha màu theo phép xen kẽ, và nghệ thuật Nhật Bản (xem Chủ nghĩa Nhật Bản). Những bạn bè xung quanh của ông có thể kể đến như Camille Pissarro, Henri Toulouse-Lautrec, Paul Gauguin, Émile Bernard, Paul Signac, và những người khác. Các tác phẩm của các nghệ sĩ ukiyo-e Nhật Bản Hiroshige và Hokusai đã ảnh hưởng rất lớn đến Van Gogh, cả về chủ đề lẫn phong cách: các màu sắc được diễn tả phẳng mà không có bóng. Trong hai năm từ 1886 đến 1888, ông đã làm việc tại Paris, Van Gogh đã khám phá nhiều thể loại khác nhau, tạo nên phong cách độc đáo của riêng mình.

## Tác phẩm
Bức tranh với màu rực rỡ và gương mặt tự tin của nhân vật thể hiện sự thay đổi trong thái độ của Vincent. Van Gogh gọi việc ông sử dụng những màu sắc tươi sáng là "tập thể dục", thông qua nhiều lần thử nghiệm sẽ tạo ra chiều sâu, hài hòa và cân bằng tuyệt vời trong tác phẩm của ông. Bức tranh có một phông nền là các tranh in Nhật Bản của Van Gogh được bán tại cửa hàng của Tanguy. Phía trên mũ của Tanguy là núi Phú Sĩ, Diễn viên Kabuki cùng cây anh đào nở rộ thì ở hai bên chủ thể.
Các bức tranh Nhật Bản đại diện cho tìm kiếm của Van Gogh về sự thanh thản, mà ông mô tả trong một lá thư gửi cho chị gái trong giai đoạn này, "Có càng nhiều sự thanh thản này càng tốt, đây có lẽ là một phương thuốc hiệu nghiệm để chữa bệnh còn hơn tất cả những thứ được bán tại cửa hàng của nhà hóa học, dù không phải ai cũng biết điều đó." Trong nỗ lực nắm bắt sự thanh thản trong bức tranh của mình, Van Gogh vẽ Tanguy với dáng vẻ bình tĩnh, trầm ngâm. Nhà sử học biểu tượng Naomi Maurer mô tả ông ta có "sự an nhiên mang tính biểu tượng của Đức Phật." 
Van Gogh mất năm 1890 và Tanguy mất bốn năm sau đó. Sau cái chết của Tanguy, con gái ông đã bán Chân dung Père Tanguy cho nhà điêu khắc Auguste Rodin.Chân dung Père Tanguy, trước đây là trong bộ sưu tập cá nhân của Rodin, giờ ở trong bộ sưu tập cố định của bảo tàng Rodin ở Paris.

## Julien Tanguy

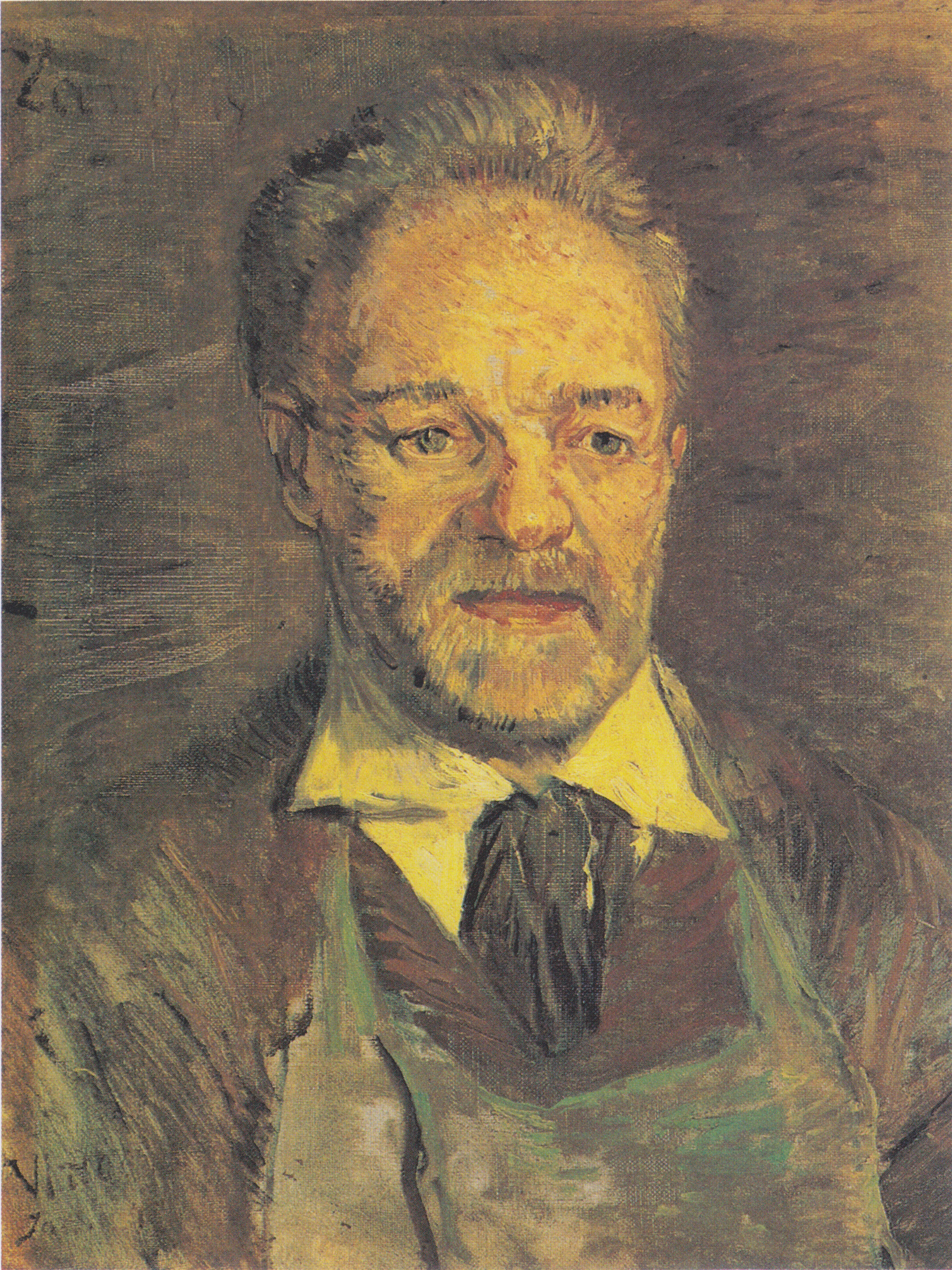
Chân dung Père Tanguy, mùa đông năm 1886/87. (47x38.5cm) (F263)

Julien François Tanguy (1825 Plédran - 1894 Paris) là một thợ mài sơn, bán các vật dụng nghệ thuật và cũng là một đại lý kinh doanh nghệ thuật, một trong những người đầu tiên cung cấp các bức tranh của Van Gogh để bán. Thái độ vui tính và sự nhiệt tình của ông đối với nghệ thuật và họa sĩ đã làm cho cửa hàng của ông trở thành một trong những
cửa hàng cung cấp nghệ thuật được yêu thích nhất ở Paris, và ông được đặt biệt danh là Père ("Cha") Tanguy. Maurer gọi Tanguy là hình mẫu người của người cha: chia thức ăn và tiền bạc của mình với các họa sĩ và trưng bày những bức tranh của họ một cách tự hào. [3]
Tanguy lấy bức tranh làm tiền sơn, điều mà Émile Bernard nói là đã làm cửa hàng ở Montmartre ngập đầy những bức tranh Ấn tượng, giống như "tham quan bảo tàng". So với chồng, vợ của Tanguy ít hợp tác và quan tâm hơn đến khách hàng chưa thanh toán những khoản phí. Khi Tanguy qua đời, bạn bè của anh đã tổ chức một cuộc đấu giá cho vợ góa của ông.
Octave Mirbeau đã viết cáo phó cho ông ở L'Écho de Paris vào ngày 13 tháng 2 năm 1894.

## Ba bứcChân dung Père Tanguy
Van Gogh vẽ ba bức tranh tả Père Tanguy
Vào mùa đông năm 1886/87, Van Gogh vẽ bức chân dung đầu tiên của ông về Tanguy. Tác phẩm chủ yếu là màu nâu, với một đường màu đỏ trên môi của Tanguy và chút màu xanh lá cây cho tạp dề của ông. Nhà văn Victoria Finlay mô tả là nhìn ông giống như một người thợ hơn là một đại lý nghệ thuật.
Chân dung của Père Tanguy, Bức tranh thứ hai của Père Tanguy của Vincent van Gogh (65 cm x 51 cm) (F364)

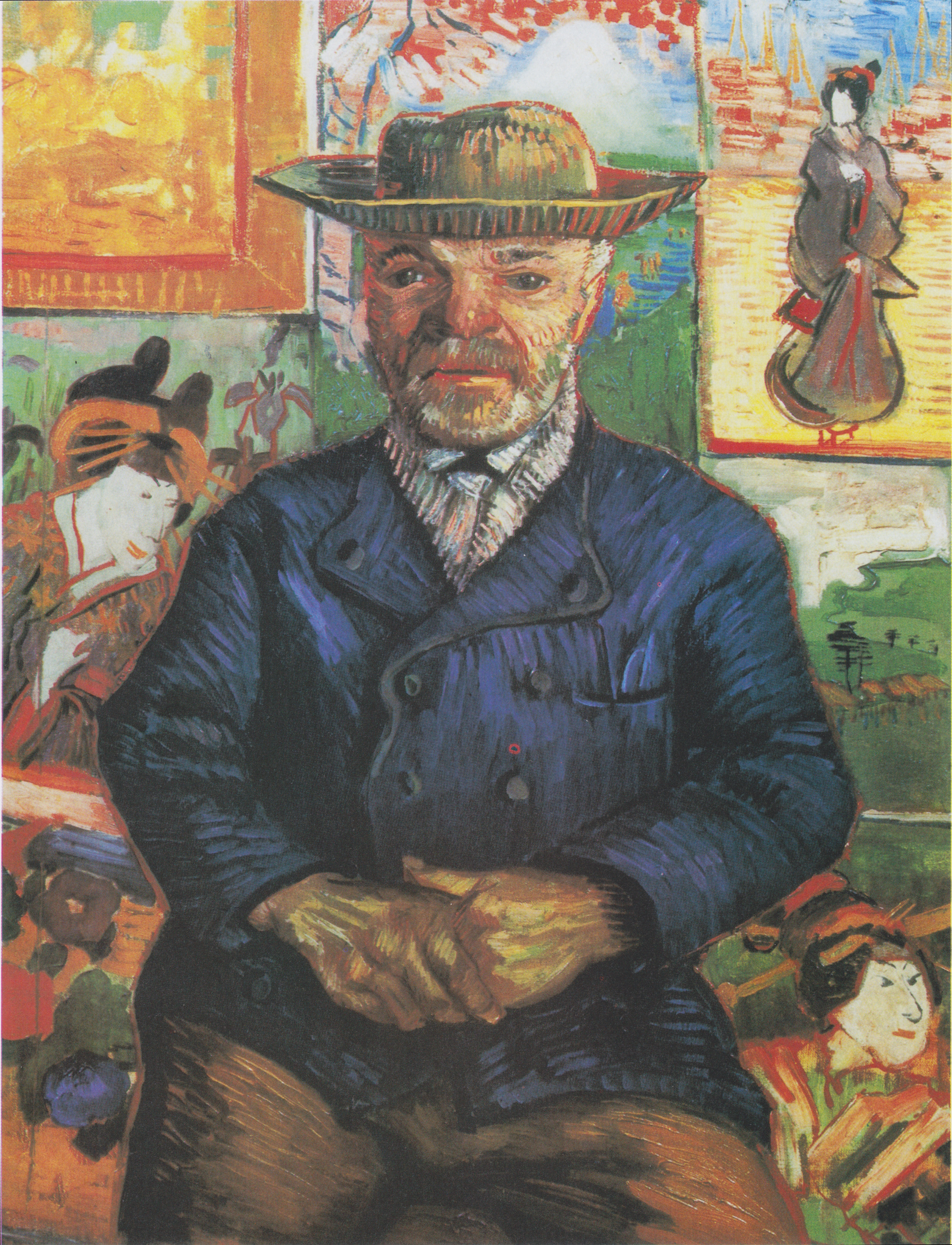
Chân dung Père Tanguy, bức vẽ Père Tanguy thứ hai bởi Vincent van Gogh (65 cm x 51 cm) (F364)

Năm 1887, van Gogh bắt đầu thử nghiệm với màu sắc tươi sáng hơn, chẳng hạn như màu đỏ tương phản màu xanh lá cây và màu cam đối lập với màu xanh da trời. Hai bức tranh còn lại cho thấy ông đang ngồi trước bức tường đầy màu sắc của các tranh in Nhật Bản. [4] Bức tranh này được vẽ bởi van Gogh chỉ trong ba mươi phút, và Tanguy giữ phiên bản gốc của bức tranh. Nam diễn viên Edward G. Robinson và vợ của ông Gladys Lloyd Robinson, một họa sĩ, sở hữu bức tranh, sau đó họ bán cho ông trùm vận chuyển Hy Lạp Stavros Niarchos.
Bức tranh thứ hai, là bức tranh cao cấp hơn với các bức tranh Nhật Bản được trưng bày tại Bảo tàng Rodin ở Paris.